# Fluviostroma wrightii
Fluviostroma wrightii är en svampart som beskrevs av Samuels & E. Müll. 1980. Fluviostroma wrightii ingår i släktet Fluviostroma, klassen Sordariomycetes, divisionen sporsäcksvampar och riket svampar.   Inga underarter finns listade i Catalogue of Life.